# Nationales Hellenisches Forschungszentrum
Das Nationale Hellenische Forschungszentrum (griechisch Εθνικό Ίδρυμα Ερευνών, Ethniko idryma erevnon, englisch National Hellenic Research Foundation, kurz: NHRF, französisch Fondation Hellénique des Recherches Scientifiques) ist eine Organisation zur Durchführung multidisziplinärer Forschungen auf den Gebieten der nationalen Geschichte, der Natur- und der technologischen Wissenschaften.
Im historischen Teil unterstützt es Forschungen auf dem Gebiet der Gräzistik, der Byzantinistik und der Neogräzistik. Direktoren der bis 2012 als selbständige Institute geführten Abteilungen des Instituts für historische Forschungen waren:
- für das Institut für neugriechische Forschungen: Michail Laskaris (1960–1962), Konstantinos Th. Dimaras (1962–1972), Dionysios Zakythinos (1971–1975), als kommissarischer Direktor Manusos Manusakas (1975–1980), Loukia Droulia (1981–1995), Vasilis Panagiotopoulos (1995–2000) und Paschalis M. Kitromilides (2000–2012).
- für das Institut für byzantinische Forschungen: Dionysios Zakythinos (1960–1975), Manusos Manusakas (1975–1980), Chrysa Maltezou (1980–1995), Nikolaos Oikonomidis (1995–2000), Evangelos Chrysos (2000–2005) und Taxiarchis Kollias (2006–2012).

Direktor des 2012 eingerichteten Instituts für historische Forschungen ist Taxiarchis Kollias.
Im naturwissenschaftlichen und technologischen Teil ist es seine Aufgabe, angewandte Forschungs- und Entwicklungsdienstleistungen zu bieten, vergleichbar der deutschen Fraunhofer-Gesellschaft. Eine weitere Organisation in Griechenland ist die Foundation for Research & Technology - Hellas.
Die Stiftung wurde durch königliches Dekret vom 9. Oktober 1958 unter der Bezeichnung Βασιλικό Ίδρυμα Ερευνών gegründet. 1961 wurde ein neues von Konstantinos A. Doxiadis entworfenes Gebäude in Athen bezogen.

## Institute
- Ινστιτούτο Ιστορικών Ερευνών – Institute of Historical Research
  - Τομέας Ελληνικής και Ρωμαϊκής Αρχαιότητας – Section of Greek & Roman Antiquity (früher Κέντρο Ελληνικής και Ρωμαϊκής Αρχαιότητας – ΚΕΡΑ)
  - Τομέας Βυζαντινών Ερευνών – Section of Byzantine Research (früher Ινστιτούτο Βυζαντινών Ερευνών – ΙΒΕ)
  - Τομέας Νεοελληνικών Ερευνών – Section of Neohellenic Research (früher Ινστιτούτο Νεοελληνικών Ερευνών – ΙΝΕ)
- Ινστιτούτο Βιολογίας, Φαρμακευτικής Χημείας και Βιοτεχνολογίας – Institute of Biology, Medicinal Chemistry & Biotechnology
- Ινστιτούτο Θεωρητικής και Φυσικής Χημείας – Theoretical & Physical Chemistry Institute
- Εθνικό Κέντρο Τεκμηρίωσης – National Documentation Centre